# Wykres CTP

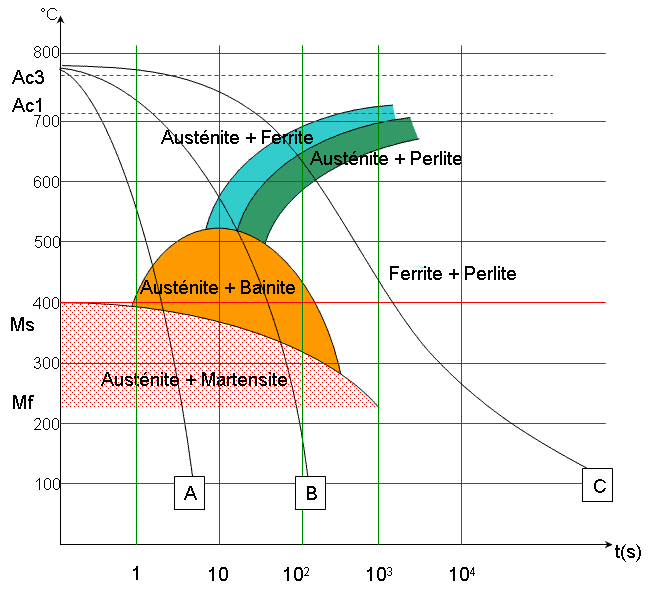
Przykładowy wykres CTPc stali z trzema krzywymi chłodzenia
(opis w tekście)

Wykres CTPi stali 34CrMo4
(według PN: 35HM, stal do utwardzania powierzchniowego i ulepszania cieplnego)

Wykres CTP (CTP: czas-temperatura-przemiana) – graficzna prezentacja danych, dotycząca obróbki cieplnej materiałów inżynierskich (np. stali konstrukcyjnej lub narzędziowej). 
Wykresów tych używa się do określania parametrów jakie trzeba zadać w kolejnych etapach obróbki cieplnej (np. szybkość chłodzenia, temperatura i czas wygrzewania), aby uzyskać pożądaną strukturę (właściwości) obrabianego materiału (np. strukturę metalu). W tym celu nanosi się na wykres siatkę linii np. chłodzenia ciągłego. Na tej podstawie można ustalić jakie fazy (mieszaniny) i w jakich ilościach będą występowały po skończeniu zabiegu. Ilość danego składnika zależy wprost proporcjonalnie od długości odcinka przecinającego dany obszar.
Na rysunku przedstawiono przykładowy wykres CTPc z trzema wybranymi krzywymi chłodzenia A, B i C. Przy chłodzeniu według danej krzywej otrzymujemy w strukturze:
- A - martenzyt, austenit szczątkowy i mała ilość bainitu,
- B - dużo bainitu, martenzyt, austenit szczątkowy i ferryt,
- C - ferryt i perlit

Odciętą na wykresach CTP jest czas wyrażony w sekundach (skala logarytmiczna), a rzędną temperatura w stopniach Celsjusza oraz czasami twardość w skali HV.
Wykresy są sporządzane na podstawie wyników badań zależności stopnia zachodzących w materiale przemian fazowych od czasu, temperatury od czasu lub twardości od czasu.
Wyróżnia się wiele rodzajów tego typu wykresów, m.in.:
- CTPc – prezentujący zmianę struktury przy ciągłym chłodzeniu materiału,
- CTPi – prezentujący zmianę struktury przy chłodzeniu materiału z wytrzymaniem izotermicznym,
- CTPc-S – prezentujący zmianę struktury przy chłodzeniu materiału w warunkach spawania[1]

Charakterystycznym przykładem zastosowań wykresów CTP jest planowanie procesu hartowania stali.